# Chồn nâu châu Âu
Chồn nâu châu Âu (Mustela lutreola) là một loài động vật có vú trong Họ Chồn, Bộ Ăn thịt. Loài này được Linnaeus mô tả năm 1761. Chúng là loài sinh sống nửa nước nửa cạn đặc hữu châu Âu. Màu sắc chúng tương tự như chồn nâu châu Mỹ, nhưng hơi nhỏ hơn và có một hộp sọ ít chuyên dụng hơn. Mặc dù có tên tương tự, hình thể và hành vi, chồn nâu châu Âu không phải là liên quan chặt chẽ với nhau. được gần gũi hơn với chồn hôi châu Âu và triết Siberia (kolonok). Chồn nâu châu Âu chủ yếu sinh sống ở rừng suối không đóng băng vào mùa đông. Chúng chủ yếu ăn chuột đồng, ếch, cá, động vật giáp xác và côn trùng. Loài này được IUCN đánh giá là loài nguy cấp do sự suy giảm liên tục với số lượng giảm hơn 50% so với ba thế hệ trong quá khứ và dự kiến sẽ giảm với tốc độ vượt quá 80% trong ba thế hệ tiếp theo. Số lượng chồn nâu châu Âu đã bắt đầu giảm lại trong thế kỷ 19, loài này nhanh chóng bị tuyệt chủng ở một số vùng của Trung Âu. Trong thế kỷ 20, số lượng chồn suy giảm ở toàn bộ khắp phạm vi phân bố.

## Hình ảnh

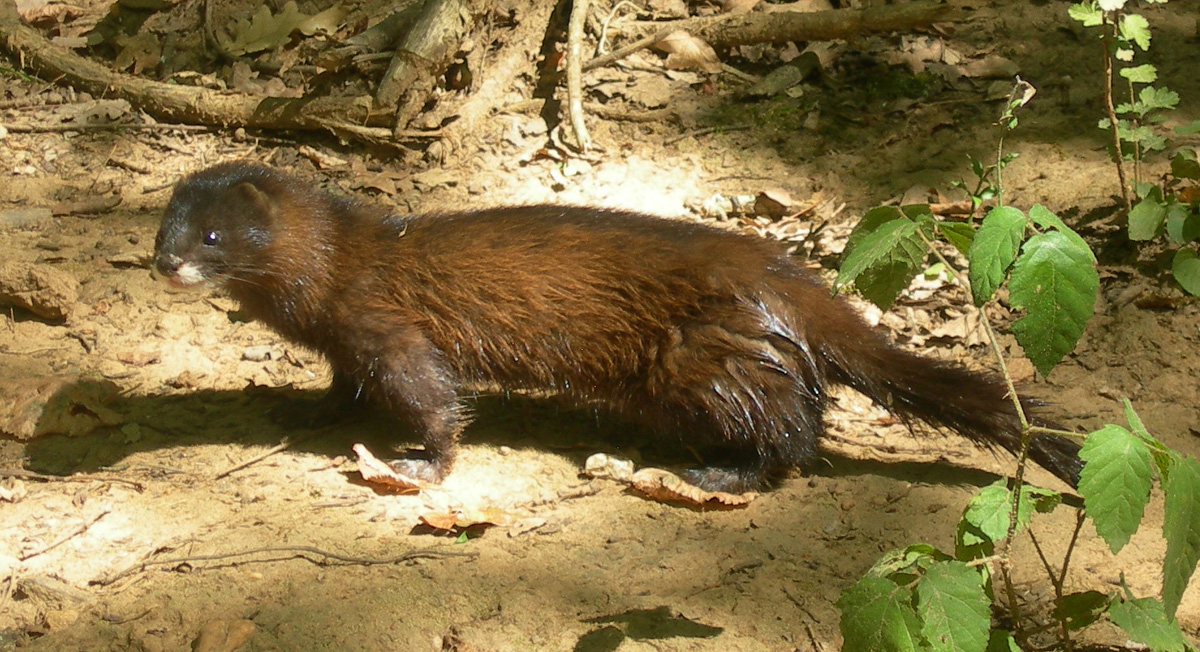
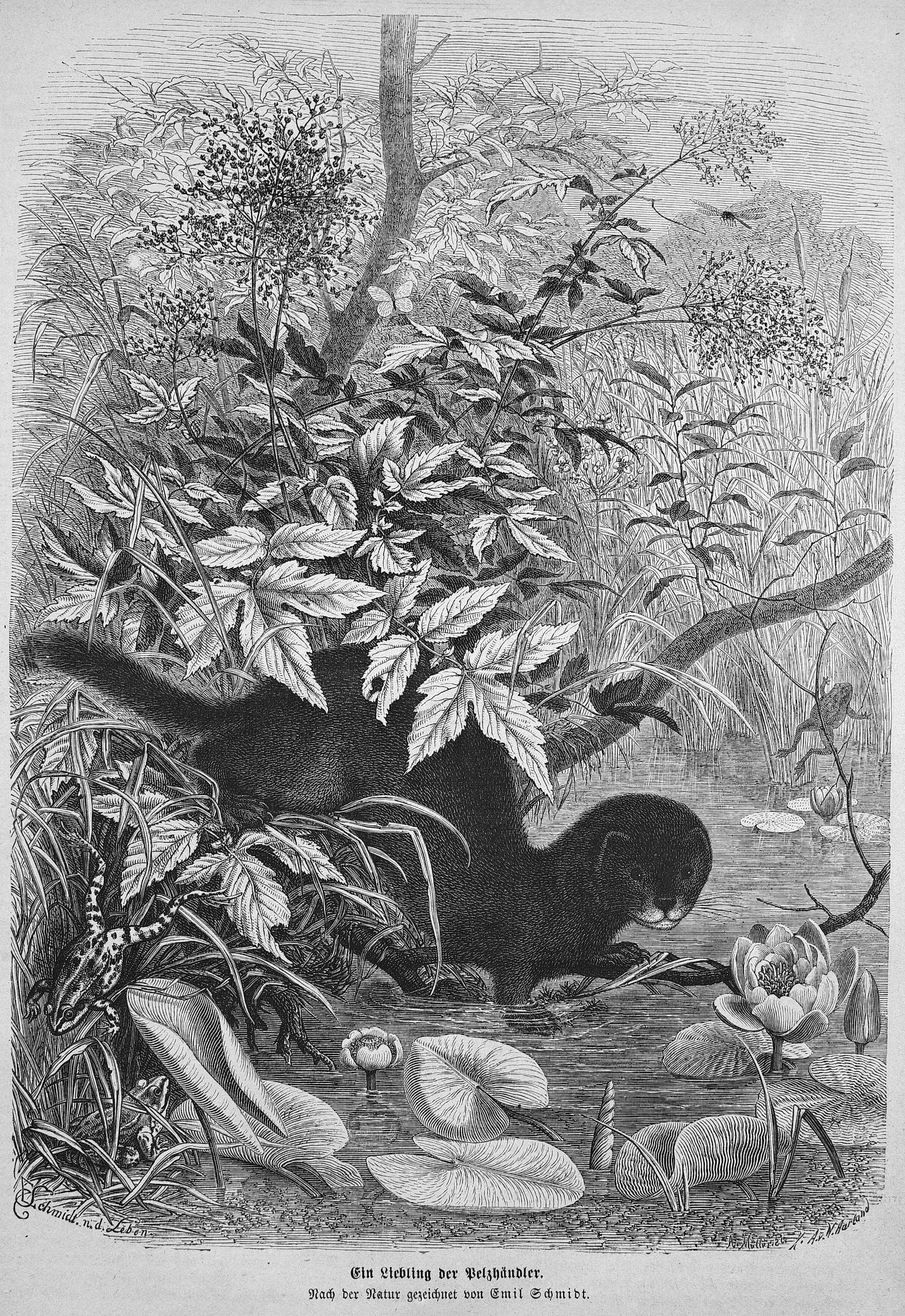
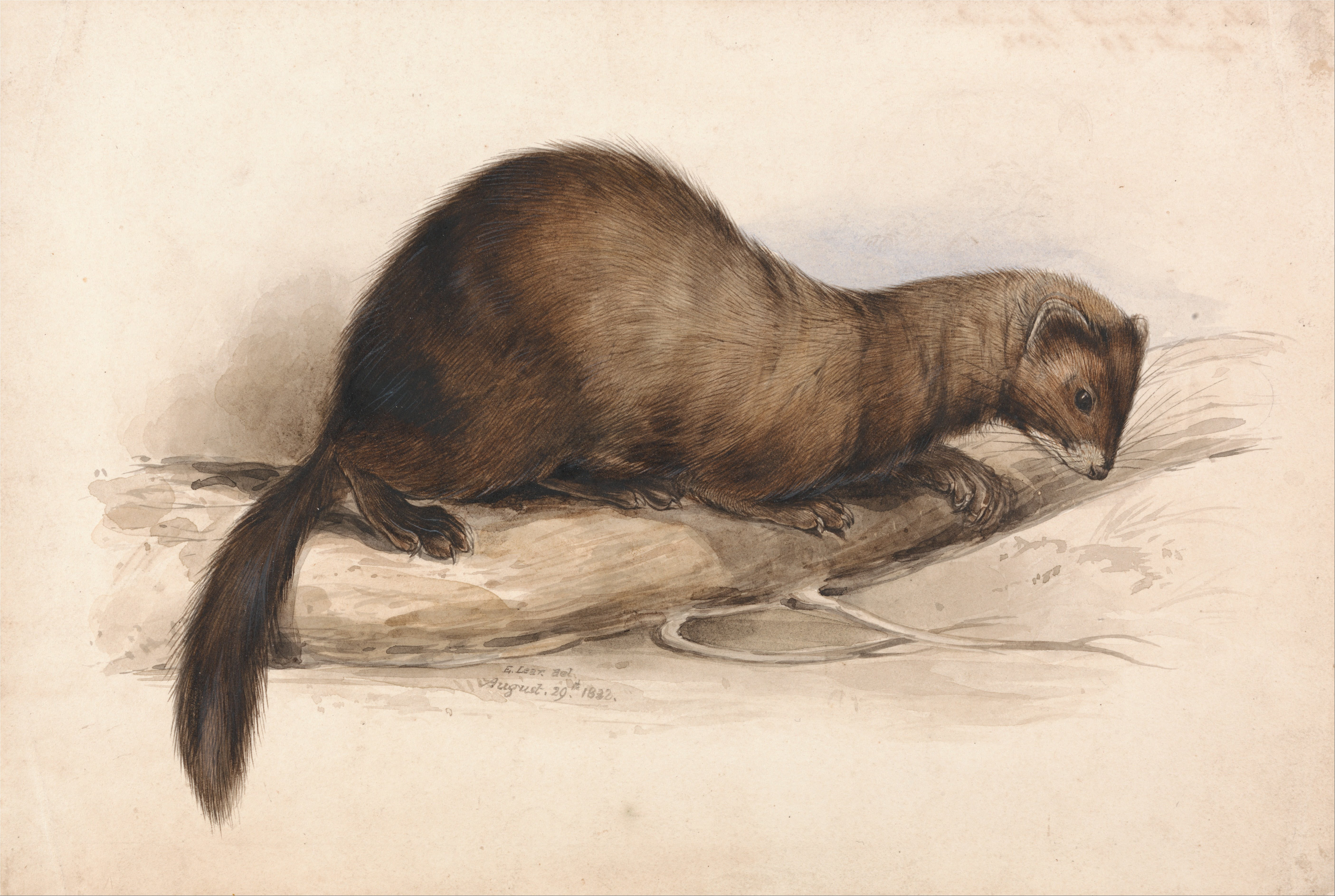